# 新福里 (臺中市)
新福里，是臺灣臺中市太平區所轄的里。面積0.6303平方公里，人口計有8,888人。依順時針方向，與太平區新興里新興里、新光里、新高里，東區東英里、十甲里、東南里、合作里，北區建成里，北屯區北興里、水景里相鄰。

## 里名由來
源自原「新光村」（今新光里）之「新」字與境內主要信仰中心 「福德祠」（今為新福里活動中心）之「福」字的結合。

## 歷史沿革
新福里於清代時隸屬藍興堡番仔路莊；明治35年（1902年）時，改隸臺中廳大平區番仔路庄，至大正9年（1920年）則隨行政區調整，隸屬大屯郡太平庄番子路大字。二次大戰結束後，國民政府接收臺灣，原先番子路大字範圍被劃歸為新光村，隸屬臺中縣大里鄉；民國69年（1980年）9月，行政區再次調整，劃新光村西南側置新福村；民國85年（1996年）8月1日，隨太平鄉升格為縣轄市太平市，新福村改制為新福里，範圍就此底定至今。